# الأختان وتشاوسكي
لانا وتشاوسكي (سابقاً، لورنس «لاري» وتشاوسكي، مواليد 21 يونيو 1965)، وليلي وتشاوسكي (سابقاً، أندريو بول «آندي» وتشاوسكي مواليد 29 ديسمبر 1967)، وتعرفان معًا باسم الشهرة الأخوات وتشاوسكي، هما مخرجتان سينمائيتان، وكاتبتا سيناريو، ومنتجتان أمريكيتان.

## أعمالهما

### أفلام
- 1995: القتلة
- 1999: الماتريكس
- 2003: الأنيماتريكس
- 2003: الماتريكس 2
- 2003: الماتريكس 3
- 2006: ثاء رمزا للثأر
- 2009: قاتل النينجا
- 2012: سحابة الأطلس
- 2015: صعود جوبيتر

## روابط خارجية
- الأخوات وتشاوسكي على موقع ميتاكريتيك (الإنجليزية)
- الأخوات وتشاوسكي على موقع بوكس أوفيس موجو (الإنجليزية)